# Соціальна трансформація американської медицини
«Соціальна трансформація американської медицини» (англ. The Social Transformation of American Medicine) — книга Пола Старра, видана 1982 року в «Бейзік Букс». 1984 року книга виграла Пулітцерівську премію за нехудожню літературу, а також Премію Бенкрофта.
Каперс Джонс писав: «Книга Пола Старра деталізує спроби Американської медичної асоціації поліпшити академічне підготування лікарів, встановити канон професійних зловживань, щоби відсіяти шарлатанів, а також поліпшити професійний статус лікарів».